# Licheń Stary
Pour les articles homonymes, voir Lichen (homonymie).
Licheń Stary (prononciation : [ˈlixɛɲ ˈstarɨ]) est un village polonais de la gmina de Ślesin dans le powiat de Konin de la voïvodie de Grande-Pologne dans le centre-ouest de la Pologne.
Il se situe à environ 7 kilomètres au sud-est de Ślesin (siège de la gmina), à 14 kilomètres au nord-est de Konin (siège du powiat) et à 99 kilomètres à l'est de Poznań (capitale régionale).
Le village possédait une population de 1 479 habitants en 2010.
Licheń Stary est connu pour abriter la plus grande église de Pologne par sa superficie, la basilique Notre-Dame de Licheń, au cœur du sanctuaire de Notre-Dame-des-Douleurs, Reine-de-Pologne (pl). À l'intérieur de la basilique se trouve une icône de la Vierge, vénérée par plusieurs millions de pèlerins chaque année.

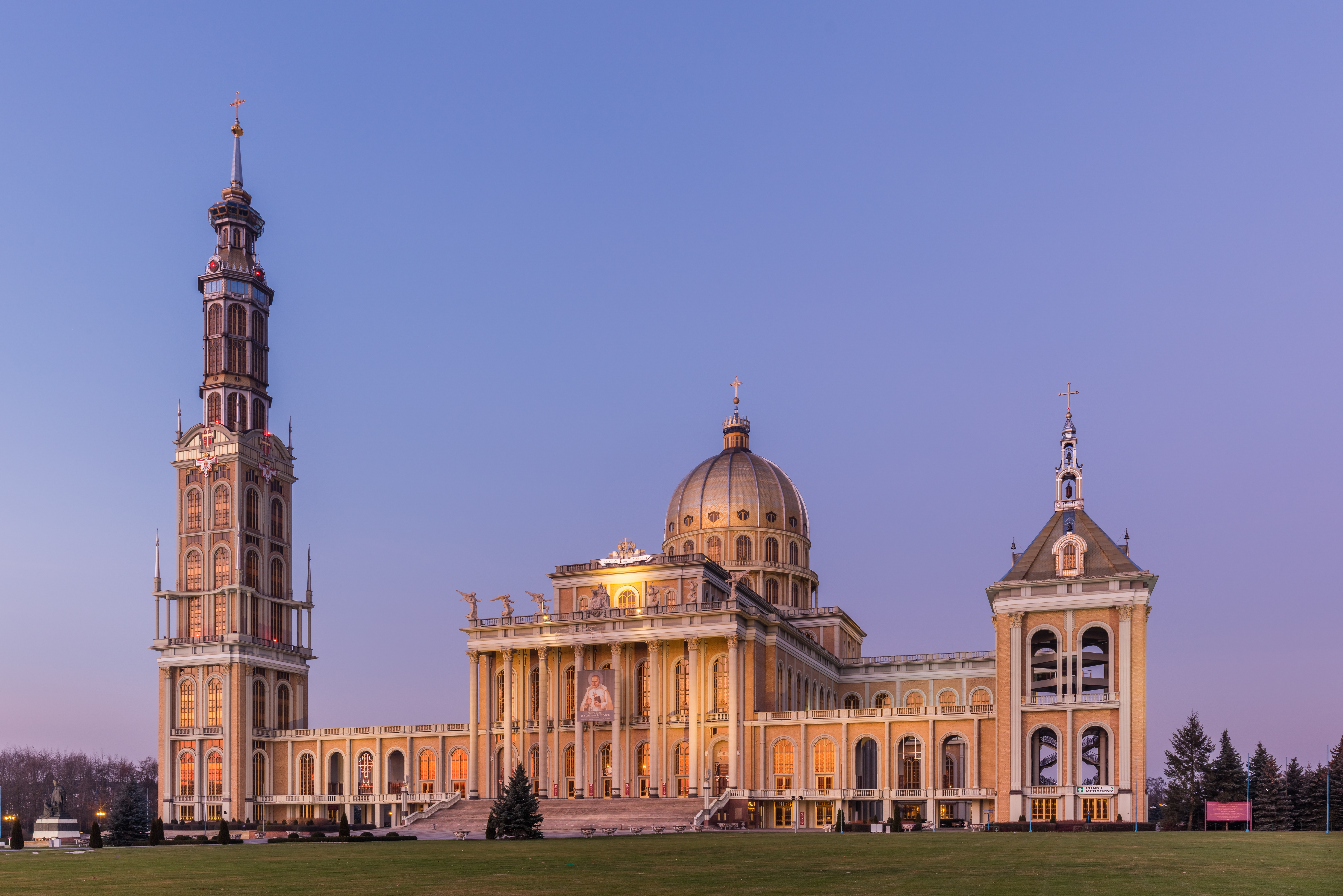
La façade principale de la basilique.
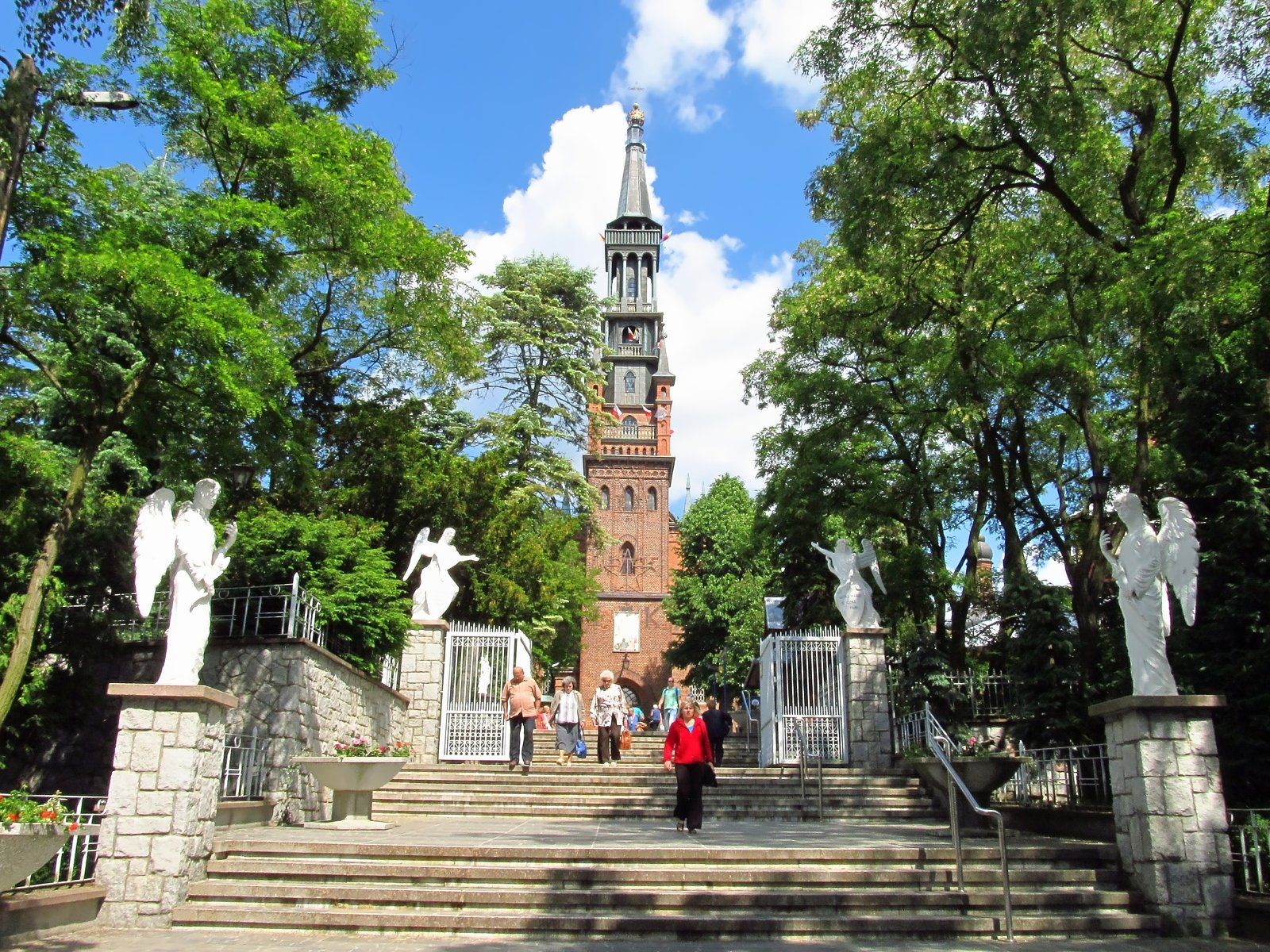
L'église Sainte-Dorothée.
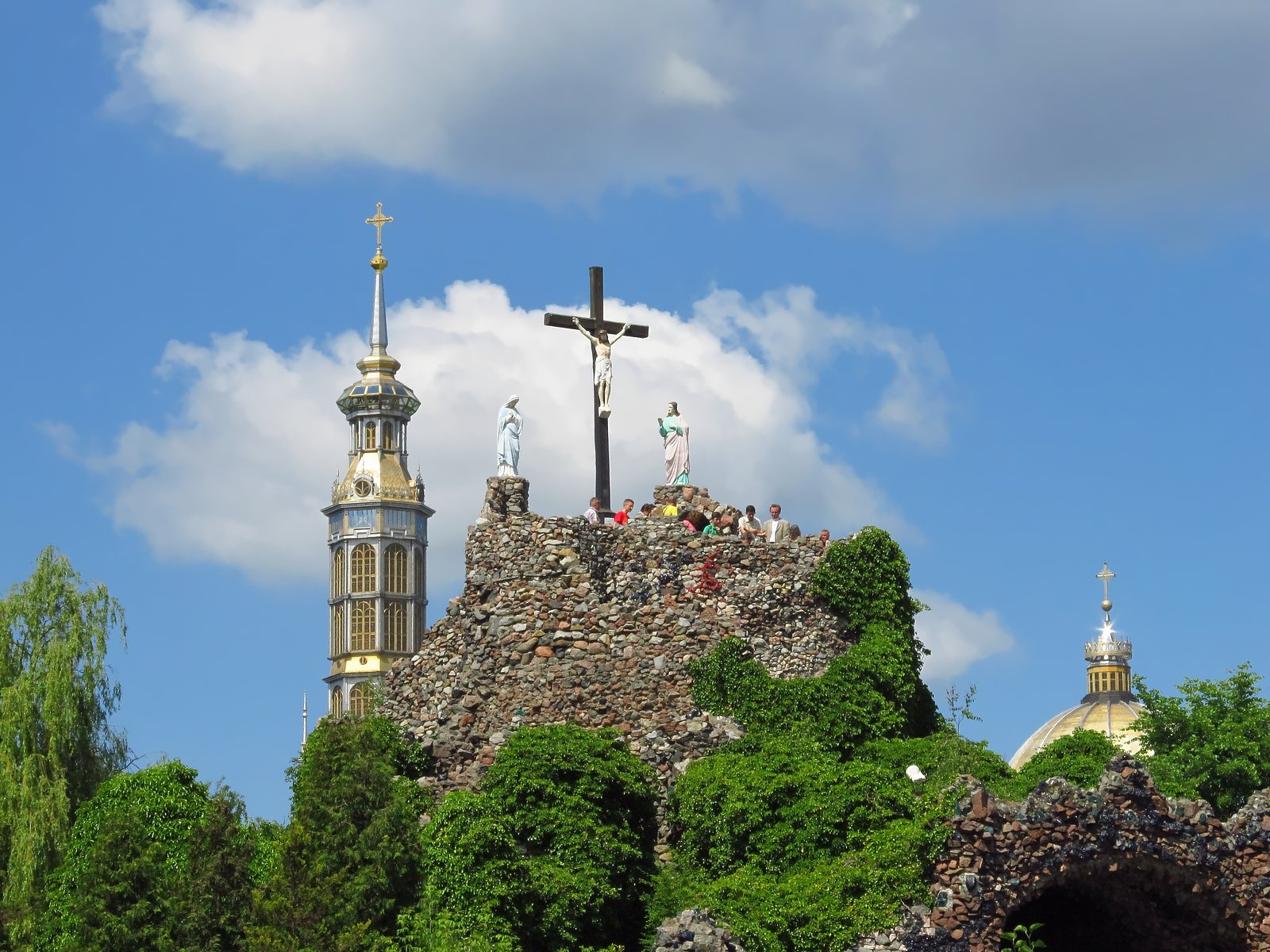
Le Chemin de croix et le calvaire.
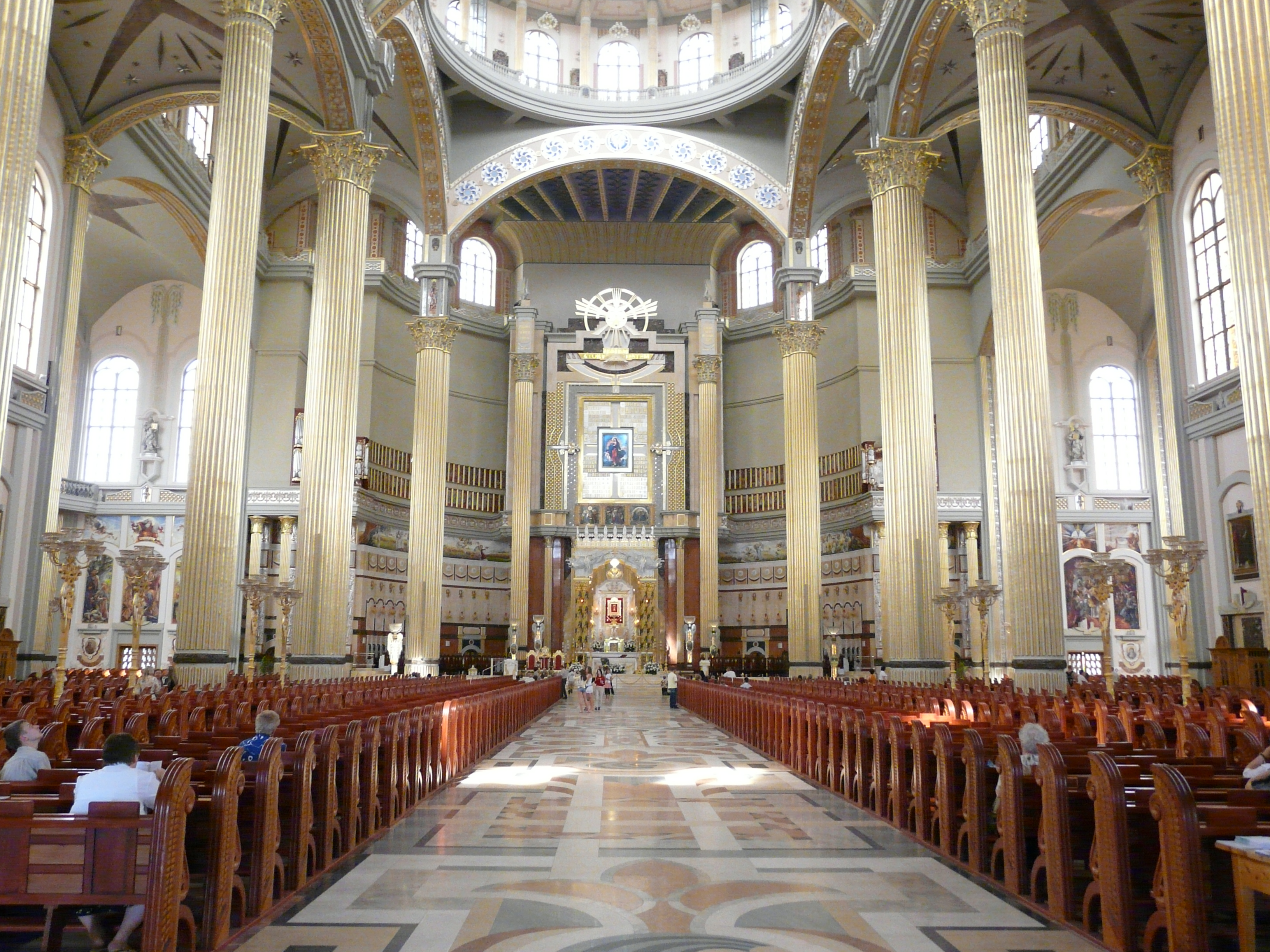
L'intérieur de la basilique.
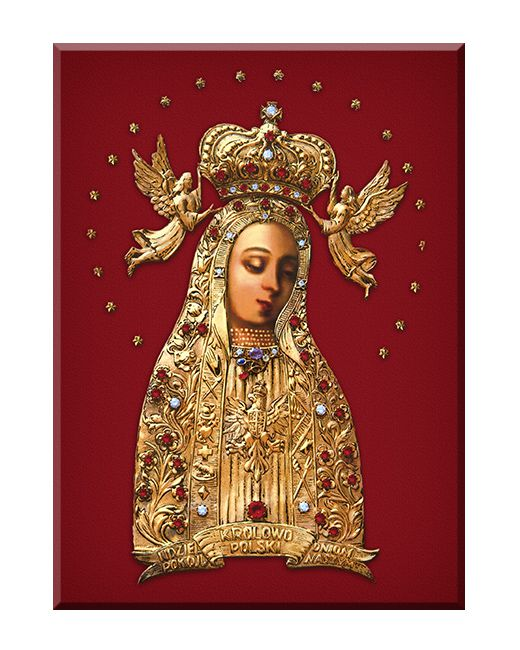
Notre-Dame des Douleurs, Reine de Pologne.

## Histoire
De 1975 à 1998, le village faisait partie du territoire de la voïvodie de Konin.

Depuis 1999, Licheń Stary est situé dans la voïvodie de Grande-Pologne.